# Majestic (альбом)
Majestic — восьмой полноформатный студийный альбом немецкой пауэр-метал группы Gamma Ray, выпущенный в 2005 году. Группа также выпустила LP-версию на своем веб-сайте в дополнение к туру в поддержку альбома, тираж которого ограничен 1500 экземплярами по всему миру.
Гитарист Хенйо Рихтер получил травму во время тура Majestic, упав с лестницы на пароме между Швецией и Финляндией. Из-за травмы он был вынужден пропустить половину тура.

Песня «Blood Religion» с текстом о вампирах стала культовой песней Gamma Ray, и фанаты на концертах поют некоторые основные строки припева во время песни, подобно тому, как фанаты поют основной припев песни «Future World», группы Helloween.
| Оценки критиков | Оценки критиков |
| Источник        | Оценка          |
| --------------- | --------------- |
| Allmusic        | 4/5             |
| Sputnikmusic    | 4,5/5           |

## Список композиций
| №   | Название             | Текст     | Музыка    | Длина |
| --- | -------------------- | --------- | --------- | ----- |
| 1.  | «My Temple»          | Хансен    | Хансен    | 4:57  |
| 2.  | «Fight»              | Рихтер    | Рихтер    | 3:24  |
| 3.  | «Strange World»      | Хансен    | Хансен    | 5:03  |
| 4.  | «Hell Is Thy Home»   | Хансен    | Хансен    | 4:46  |
| 5.  | «Blood Religion»     | Хансен    | Хансен    | 6:53  |
| 6.  | «Condemned to Hell»  | Циммерман | Циммерман | 4:56  |
| 7.  | «Spiritual Dictator» | Циммерман | Циммерман | 5:38  |
| 8.  | «Majesty»            | Хансен    | Хансен    | 6:23  |
| 9.  | «How Long»           | Хансен    | Хансен    | 4:06  |
| 10. | «Revelation»         | Рихтер    | Рихтер    | 8:30  |

### Японский бонус-трек
| №   | Название   | Текст     | Музыка    | Длина |
| --- | ---------- | --------- | --------- | ----- |
| 11. | «Hellfire» | Циммерман | Циммерман | 4:37  |

## Участники записи
- Кай Хансен — вокал, гитара
- Хеньо Рихтер — гитара, клавишные
- Дирк Шлехтер — бас-гитара
- Дан Циммерман — барабаны

### Технический состав
- Продюсирование и инжиниринг: Кай Хансен, Дирк Шлехтер
- Мастеринг: Finnvox Studios, Хельсинки, Финляндия
- Обложка: Херве Монжод (Hervé Monjeaud)
- Цифровое оформление и дизайн буклетов: Хенйо Рихтер

## Чарты
| Чарт (2005)                         | Наивысшая позиция |
| ----------------------------------- | ----------------- |
| Финляндия (Suomen virallinen lista) | 28                |
| Франция (SNEP)                      | 169               |
| Германия (Offizielle Top 100)       | 39                |
| Италия (FIMI)                       | 66                |
| Япония (Oricon)                     | 37                |
| Испания (PROMUSICAE)                | 78                |
| Швеция (Sverigetopplistan)          | 20                |